# Editorial Christian Bourgois
Christian Bourgois éditeur es una editorial francesa fundada en 1966 por Christian Bourgois bajo el auspicio de Presses de la Cité, que se independizó en 1992. Con una media de 50 títulos por año, su distribución está en manos de SODIS. Su facturación en 2009 fue de 1 976 000 euros , lo que la situaba en el puesto 116 en el ránking de las doscientas principales editoriales francesas. 

## Historia
Christian Bourgois estudió en el Instituto de Estudios Políticos de París e ingresó en la Escuela Nacional de Administración. Abandonó sus estudios en 1959, para trabajar como asistente de René Julliard en la editorial Julliard. Cuando murió Julliard en 1962, Bourgois se hizo cargo de la editorial. Tras numerosos problemas financieros, fue adquirida por Presses de la Cité . Christian Bourgois también dirigió las ediciones 10/18, Plon y Perrin . En 1966, todavía bajo la égida de Presses de la Cité, funda su propia editorial, la editorial Christian Bourgois. Se independizó en 1992. Christian Bourgois imagina su editorial en el movimiento de La Nouvelle Revue Française : una aventura compartida y un descubrimiento de la literatura. Los primeros libros publicados fueron los de sus amigos y colaboradores. Entre estos: Dominique de Roux, Michel Bernard, Jean-Claude Brisville y Carlène Polite.

### Literatura extranjera
Bourgois era un gran lector, un hombre muy culto y sólo publicaba lo que le gustaba. Su gran éxito se basó en rodearse de los mejores lectores, así como de excelentes traductores. Se da importancia al nombre del autor en las portadas, es representativo del lugar que Christian Bourgois atribuía a los escritores con los que trabajó. El editor es reconocido por esta humanidad y dice, sobre la relación entre editores y autores: « a ellos les debemos lealtad, atención y agradecimiento por el regalo que nos hacen cada vez que nos confían un nuevo manuscrito. » 

## Catálogo
Su catálogo es conocido por su variedad y eclecticismo.  y tiene una importante colección de literatura estadounidense. En 1972 editó El Señor de los Anillos de J. R. R. Tolkien  lo que le valió gran fama  y en 1988 estableció su compromiso literario con la publicación de Los versos satánicos de Salman Rushdie por lo que recibió numerosas amenazas y tuvo que ser puesto bajo protección policial.
Su catálogo no sólo presenta literatura extranjera, también ofrece literatura francesa, ensayo, documentos, teatro y una especialidad musical.

## Colecciones
El catálogo de ediciones Bourgois está clasificado por grandes temas: literatura extranjera, literatura francesa, ensayo y teatro. Las dos primeras constituyen colecciones en sí mismas, a veces subdivididas en subcolecciones (ficticias por ejemplo). La literatura extranjera tiene el fondo más grande.

## Actualidad
En 2005, el centro Georges-Pompidou de París organizó una exposición para celebrar los cuarenta años de la editorial Bourgois. Tras la muerte de su marido en 2007, su esposa, Dominique Bourgois, se puso al frente de la editorial. 
Para mantener su independencia, la casa firmó una sociedad en enero de 2019 con la Sociedad de Inversión  de la familia Mitterrand, dirigida por Olivier Mitterrand . Tres meses más tarde, Dominique Bourgois abandonó sus funciones de directora de la casa, mientras que el exministro de Cultura Frédéric Mitterrand fue nombrado director editorial.
En junio de 2019, Christian Bourgois anunció el nombramiento de Clément Ribes para el puesto de director editorial, en sustitución de Frédéric Mitterrand.

## Principales autores
- Hannah Arendt
- Jane Austen
- Jean-Christophe Bailly
- James Baldwin (écrivain)
- Roland Barthes
- Jorge Luis Borges
- Pierre Boulez
- Richard Brautigan
- William S. Burroughs
- Angela Carter
- Hélène Cixous
- Leonard Cohen
- Copi
- Michel Deutsch
- Annie Dillard
- John Fante
- E. M. Forster
- Allen Ginsberg
- Witold Gombrowicz
- Jim Harrison
- Denis Johnson
- Ernst Jünger
- Laura Kasischke
- Jack Kerouac
- Hanif Kureishi
- Philippe Lacoue-Labarthe
- Linda Lê
- António Lobo Antunes
- Howard Phillips Lovecraft
- Thomas McGuane
- Jim Morrison
- Toni Morrison
- V. S. Naipaul
- Jean-Luc Nancy
- Georges Perec
- Fernando Pessoa
- Alain Robbe-Grillet
- Oliver Sacks
- Vita Sackville-West
- Patti Smith
- Susan Sontag
- Peter Stamm
- J. R. R. Tolkien
- Boris Vian
- Virginia Woolf
- David Yallop